# Istanbul Cup 2017 - Qualificazioni singolare
Le qualificazioni del singolare dell'Istanbul Cup 2017 sono state un torneo di tennis preliminare per accedere alla fase finale della manifestazione. Le vincitrici dell'ultimo turno sono entrate di diritto nel tabellone principale. In caso di ritiro di una o più giocatrici aventi diritto a queste sono subentrate le lucky loser, ossia le giocatrici che hanno perso nell'ultimo turno ma che avevano una classifica più alta rispetto alle altre partecipanti che avevano comunque perso nel turno finale.

## Teste di serie
1. Dalila Jakupovič (primo turno)
2. Sabina Sharipova (primo turno)
3. Anna Kalisnkaya (ultimo turno, Lucky loser)
4. Tereza Martincová (primo turno)
5. Tara Moore (primo turno)
6. Alla Kudrjavceva (ultimo turno)

1. Viktória Kužmová (primo turno)
2. Tereza Smitková (primo turno)
3. Nadia Podoroska (ultimo turno)
4. Anastasiya Komardina (ultimo turno)
5. Akiko Ōmae (primo turno)
6. Veronika Kudermetova (ultimo turno)

## Qualificate
1. Alexandra Cadanțu
2. Conny Perrin
3. Viktoria Kamenskaya

1. Fiona Ferro
2. Elizaveta Kuličkova
3. Başak Eraydın

### Lucky loser
1. Anna Kalinskaya

## Tabellone

### Legenda
| - Q = Qualificato - WC = Wild card - LL = Lucky loser | - ALT = Alternate - SE = Special Exempt - PR = Protected Ranking | - w/o = Walkover - r = Ritirato - d = Squalificato |

### Sezione 1
|  | Primo turno | Primo turno       | Primo turno       | Primo turno | Primo turno |  |  | Secondo turno     | Secondo turno     | Secondo turno | Secondo turno | Secondo turno |  |
|  |             |                   |                   |             |             |  |  |                   |                   |               |               |               |  |
|  | 1           | Dalila Jakupovič  | Dalila Jakupovič  | 1           | 4           |  |  |                   |                   |               |               |               |  |
|  |             | Alexandra Cadanțu | Alexandra Cadanțu | 6           | 6           |  |  | Alexandra Cadanțu | Alexandra Cadanțu | 6             | 4             | 6             |  |
|  | WC          | Melis Sezer       | 6                 | 4           | 5           |  |  | Nadia Podoroska   | Nadia Podoroska   | 2             | 6             | 3             |  |
|  | 9           | Nadia Podoroska   | 2                 | 6           | 7           |  |  |                   |                   |               |               |               |  |

### Sezione 2
|  | Primo turno | Primo turno          | Primo turno          | Primo turno | Primo turno |  |  | Secondo turno        | Secondo turno        | Secondo turno        | Secondo turno | Secondo turno |  |
|  |             |                      |                      |             |             |  |  |                      |                      |                      |               |               |  |
|  | 2           | Sabina Sharipova     | Sabina Sharipova     | 0           | 3           |  |  |                      |                      |                      |               |               |  |
|  |             | Conny Perrin         | Conny Perrin         | 6           | 6           |  |  | Conny Perrin         | Conny Perrin         | Conny Perrin         | 6             | 7             |  |
|  |             | Sofia Šapatava       | Sofia Šapatava       | 4           | 2           |  |  | Veronika Kudermetova | Veronika Kudermetova | Veronika Kudermetova | 2             | 65            |  |
|  | 12          | Veronika Kudermetova | Veronika Kudermetova | 6           | 6           |  |  |                      |                      |                      |               |               |  |

### Sezione 3
|  | Primo turno | Primo turno         | Primo turno         | Primo turno | Primo turno |  |  | Secondo turno       | Secondo turno       | Secondo turno       | Secondo turno | Secondo turno |  |
|  |             |                     |                     |             |             |  |  |                     |                     |                     |               |               |  |
|  | 3           | Anna Kalinskaya     | 6                   | 4           | 7           |  |  |                     |                     |                     |               |               |  |
|  | WC          | İpek Öz             | 3                   | 6           | 5           |  |  | Anna Kalinskaya     | Anna Kalinskaya     | Anna Kalinskaya     | 2             | 4             |  |
|  |             | Victoria Kamenskaya | Victoria Kamenskaya | 6           | 6           |  |  | Victoria Kamenskaya | Victoria Kamenskaya | Victoria Kamenskaya | 6             | 6             |  |
|  | 11          | Akiko Ōmae          | Akiko Ōmae          | 0           | 0           |  |  |                     |                     |                     |               |               |  |

### Sezione 4
|  | Primo turno | Primo turno          | Primo turno       | Primo turno | Primo turno |  |  | Secondo turno        | Secondo turno        | Secondo turno        | Secondo turno | Secondo turno |  |
|  |             |                      |                   |             |             |  |  |                      |                      |                      |               |               |  |
|  | 4           | Tereza Martincová    | Tereza Martincová | 4           | 2           |  |  |                      |                      |                      |               |               |  |
|  |             | Fiona Ferro          | Fiona Ferro       | 6           | 6           |  |  | Fiona Ferro          | Fiona Ferro          | Fiona Ferro          | 6             | 6             |  |
|  | WC          | Berfu Cengiz         | 4                 | 6           | 2           |  |  | Anastasiya Komardina | Anastasiya Komardina | Anastasiya Komardina | 4             | 3             |  |
|  | 10          | Anastasiya Komardina | 6                 | 4           | 6           |  |  |                      |                      |                      |               |               |  |

### Sezione 5
|  | Primo turno | Primo turno         | Primo turno | Primo turno | Primo turno |  |  | Secondo turno       | Secondo turno       | Secondo turno | Secondo turno | Secondo turno |  |
|  |             |                     |             |             |             |  |  |                     |                     |               |               |               |  |
|  | 5           | Tara Moore          | 0           | 6           | 6(1)        |  |  |                     |                     |               |               |               |  |
|  |             | Teliana Pereira     | 6           | 4           | 7           |  |  | Teliana Pereira     | Teliana Pereira     | 6             | 5             | 4             |  |
|  |             | Elizaveta Kuličkova | 6           | 4           | 6           |  |  | Elizaveta Kuličkova | Elizaveta Kuličkova | 3             | 7             | 6             |  |
|  | 7           | Viktória Kužmová    | 4           | 6           | 4           |  |  |                     |                     |               |               |               |  |

### Sezione 6
|  | Primo turno | Primo turno      | Primo turno      | Primo turno | Primo turno |  |  | Secondo turno    | Secondo turno    | Secondo turno | Secondo turno | Secondo turno |  |
|  |             |                  |                  |             |             |  |  |                  |                  |               |               |               |  |
|  | 6           | Alla Kudrjavceva | Alla Kudrjavceva | 6           | 6           |  |  |                  |                  |               |               |               |  |
|  |             | Andreea Mitu     | Andreea Mitu     | 3           | 2           |  |  | Alla Kudrjavceva | Alla Kudrjavceva | 4             | 6             | 2             |  |
|  | WC          | Başak Eraydın    | 4                | 6           | 7           |  |  | Başak Eraydın    | Başak Eraydın    | 6             | 4             | 6             |  |
|  | 8           | Tereza Smitková  | 6                | 2           | 63          |  |  |                  |                  |               |               |               |  |